# Le Livre d'or de la science-fiction : Arthur C. Clarke
Le Livre d'or de la science-fiction : Arthur C. Clarke est une anthologie de treize nouvelles de science-fiction consacrée à l'œuvre de Arthur C. Clarke, publiée en août 1981 en France. Rassemblées par George Barlow, les nouvelles sont parues entre 1947 (La lignée de David) et 1962 (Des pieds et des mains).

## Publication
L'anthologie fait partie de la série francophone Le Livre d'or de la science-fiction, consacrée à de nombreux écrivains célèbres ayant écrit des œuvres de science-fiction. Elle ne correspond pas à un recueil déjà paru aux États-Unis ; il s'agit d'un recueil inédit de nouvelles, édité pour le public francophone, et en particulier les lecteurs français.
L'anthologie a été publiée en mars 1981 aux éditions Presses Pocket, collection Science-fiction no 5118  (ISBN 2-266-01056-5) ; elle a été rééditée en 1992 dans la collection Le Grand Temple de la S-F avec pour titre Et la lumière tue  (ISBN 2-266-05086-9).
L'image de couverture a été réalisée par Marcel Laverdet.

## Préface
- L'Odyssée d'Arthur Clarke, préface de George Barlow.

## Liste des nouvelles
- La Lignée de David (Inheritance, 1947)
- Point de rupture (Thirty Seconds - Thirty Days ou Breaking Strain, 1949)
- L'Épaisseur des montagnes (Exile of the Eons ou Nemesis, 1950)
- Une aube nouvelle (Second Dawn, 1951)
- L'Arme du silence (Silence Please ou The Secret Weapon, 1950)
- Course aux armements (Armaments Race, 1954)
- Ils hériteront de la terre (The Next Tenants, 1957)
- Le Laboureur de la mer (The Man Who Ploughed the Sea, 1957)
- Pour perdre sa gravité (What Goes Up..., 1956)
- Et la lumière tue (Dazzled to Death ou Let There Be Light, 1957)
- Des pieds et des mains (An Ape About the House, 1962)
- Flèche aux étoiles (At the End of the Orbit ou Hate, 1961)
- Le Sphinx au bord de la mer (Seeker of the Sphynx ou The Road to the Sea, 1951)